# Înfiorătoarea și îngrozitoarea și oribila dramă din strada Uranus
Înfiorătoarea și îngrozitoarea și oribila dramă din strada Uranus este o operă literară scrisă de Ion Luca Caragiale. 